# Африкански горски слон
Африканският горски слон (Loxodonta cyclotis) е един от двата вида африкански слонове, заедно с африканския саванен слон. Първоначално и двата вида били класифицирани като един вид, но по-късно след множество проучвания били разделени в два различни вида. Според друга група зоолози, африканският горски слон е напълно различен от саванния си събрат и неговото ДНК е по-близко до това на някои азиатски слонове и по-точно до това живеещия в Индонезия суматренски слон.
Специфична форма на африканския горски слон е слонът пигмей, в миналото разглеждан и като самостоятелен вид (Loxodonta pumilio).

## Ареал
Африканският горски слон обитава екваториалните гори на Централна и отчасти западна Африка. За разлика от саванния африкански слон, той живее и в най-гъстите части на джунглите. Среща се най-вече в Демократична република Конго, Централноафриканска република, Република Конго, Камерун, Габон, Екваториална Гвинея, Руанда, Бурунди, Уганда, а също и в Кот д'Ивоар, Гвинея, Того и Либерия.

## Размери
Размерите на този слон обхващат широки граници – обикновено на дължина достига 4,5 – 5,7 метра, височината – над 3 метра и тегло между 5500 и 7000 кг. В различни райони тези размери може да са различни. Така например за най-едри представители на вида се считат слоновете от района Итури в североизточната част на Демократична република Конго, от западна Гвинея и района на река Санга на територията на 4 африкански държави – Камерун, Централноафриканска република, Конго и ДР Конго.

## Хранене
Африканските горски слонове се прехранват в екваториалните гори с листа, бамбукови стебла, плодове и др.

## Опазване
Популацията им се счита за сравнително стабилна, въпреки че както и другите видове слонове, и тези са били обект на бракониерство.